# Trochalopteron erythrocephalum
Trochalopteron erythrocephalum là một loài chim trong họ Leiothrichidae.

## Hình ảnh

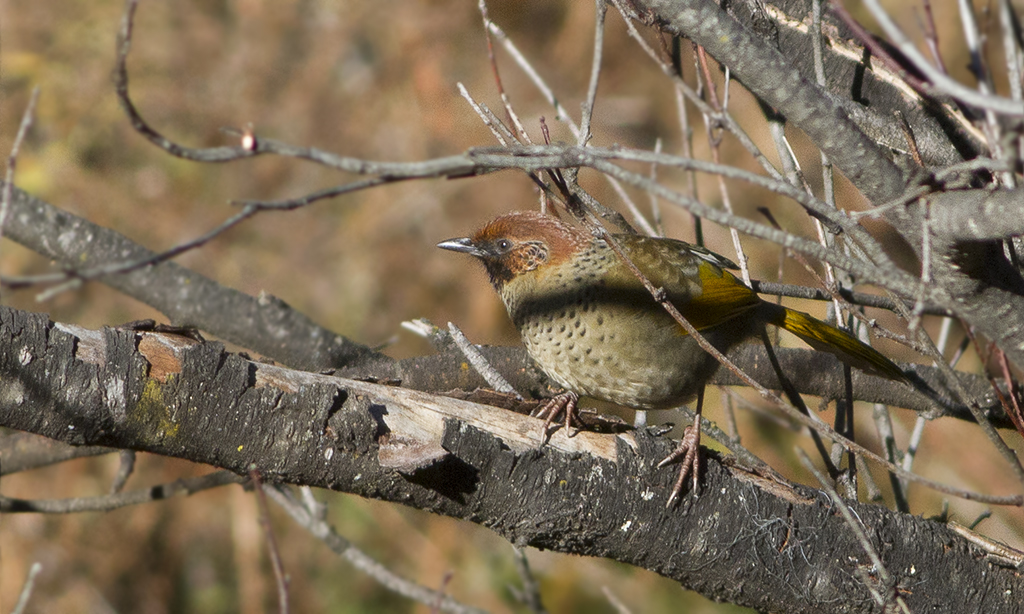